# Kyle Smaine
Kyle Smaine (Apple Valley (California), 27 de junio de 1991-Otari, 29 de enero de 2023) fue un deportista estadounidense que compitió en esquí acrobático.
Ganó una medalla de oro en el Campeonato Mundial de Esquí Acrobático de 2015, en la prueba de halfpipe.
Falleció en enero de 2023, a los 31 años, sepultado en una avalancha de nieve mientras practicaba esquí de montaña cerca de la estación invernal de Tsugaike, ubicada en la localidad de Otari.

## Medallero internacional
| Campeonato Mundial | Campeonato Mundial    | Campeonato Mundial | Campeonato Mundial |
| Año                | Lugar                 | Medalla            | Prueba             |
| ------------------ | --------------------- | ------------------ | ------------------ |
| 2015               | Kreischberg (Austria) | Medalla de oro     | Halfpipe           |